# Сонячногірське
Сонячногі́рське (до 1945 року — Куру́-Узє́нь, Куру́-Озє́н; крим. Quru Özen) — село в Україні, в Ялтинському районі Автономної Республіки Крим. Населення 912 осіб — на 2001 рік. Курорт.
Через село протікає річка Куру-Узень.

## Історія

### Давня історія
На території Сонячногірська були знайдені кремнієві знаряддя, що відносяться до періоду неоліту (VI—V тисячоліття до н. Е.). Про це свідчать численні знахідки крем'яних знарядь того часу. На зміну древнім людям прийшли таври. Ця народність індоарійської групи вважається аборигенами Криму. На підтвердження їх проживання на території Сонячногірська зберігся таврський могильник. Земля належала племенам таврів аж до IX століття, часу приходу сюди греків.
Греки влаштувалися тут досить пізно, в IX—XI століттях, давши поселенню назву Ксеропотамос (в перекладі з грецької — Суха річка). Проте достовірних слідів тог періоду, крім разових археологічних знахідок, доки виявлено. Стати багатою колонії не вдалося, але вони посприяли розвитку виноградарства і виноробства в цьому регіоні.
У XIII столітті село потрапило під владу орди хана Мамая. Жителі селища, як і всі, хто потрапляв під вплив ханів, були змушені платити данину. Тепер вони могли подякувати тим, хто навчив їх виноробству. Данина в основному платилася виноградом і вином. Інших ресурсів в цьому красивому куточку не було.
Через сто років до Криму прийшли генуезці. За висновками сучасних істориків, Sancti Johannis генуезців відповідає сучасному Сонячногірському.
У 1475 році землі, на яких розташовано село потрапили у володіння турецького султана. На довгих 300 років село разом з усім південним берегом стало особистим володінням султана.
Село стало носити назву Куру-Озен (з кримськотатарського «суха річка»). Названо на честь місцевої річечки, часто пересихаючої. У часи владарювання ага-татів (ага — правитель, тати — християни з південно-східного Криму), життя в селі текло мирно. У невеликому поселенні мирно уживалися кримські татари, греки, лази (жителі з Кавказу), алани. Не було ніяких сутичок між мусульманами і християнами. Основною мовою, на якому спілкувалися між собою жителі, була кримськотатарська. При цьому церква використовувала румейську і вся писемність велася нею.
У 1778 році російські війська насильно виселили місцевих християн до Надазов'я. У 1783 році Крим анексувала Російська імперія. У цей період через політику російської адміністраці частина кримських татар перебралися до Туреччини. Величезні території Кримського узбережжя Катерина II почала роздаровувати придворним. У середині XIX століття Куру-Узень стало землями статс-секретаря імператриці Дмитра Трощинського. Сусіднє Кючюк-Озен в той час належало братам Княжевич.
Зміна влади з Османської імперії на Російську не дуже вплинула на повсякденне життя мешканців сіл. В Кючюк-Озен з'явилися школа, лікарня, парк. Господарі ж села вели себе, як і колишні власники. Збирали «данину» і збагачувалися за рахунок селян. Місцеве вино користувалося великим попитом в Росії. Вина доставляли в Харків і Москву, приволзькі і уральські міста. Жителі Петербурга готові були чекати 90 днів, поки вино з Криму морем, навколо Європи, доставлялося в тодішню столицю.
Восени 1896 року в Куру-Узені жив відомий український письменник М. М. Коцюбинський, який працював у Криму в складі комітету по боротьбі з філоксерою. На колишньому будинку купця Факідова, де письменник знімав квартиру, — меморіальна дошка.
У кримському путівнику А.Безчинського (1904 р.) у контексті опису дороги Алушта-Судак можна дізнатися про Куру-Узень: «Перше село Куру-Узень — на 26 версті. При селі — великий маєток г. Козлова. Спуск в долину Куру-Узені з шосе чарівний. Долина має вузький, довгастий вид; в кінці неї зеленіє парк. Картина здалеку нагадує малоросійський пейзаж з додатком до нього безмірної ширини темносинього моря. Море в Куру-Узені утворює невелику затоку, куди можуть приставати судна. Глибина затоки від 15 до 20 сажнів. Протікають 2 річки: Куру-Узень і Улу-Узень.»
Що ж стосується простого населення сіл, за даними губернської статистики зазначалося злиденне становище жителів, низький рівень освіти, не дозволяє навіть покинути село в пошуках кращого життя. Велика кількість податків — державний, поземельний, страхові внески, сільський і земський збори, — не давало ні найменшої можливості поліпшити матеріальне становище. Кожна сім'я була під важким гнітом величезних боргів, а на одну сім'ю за підрахунками доводилося 0,06 корови.
Громадянська війна змінила життя в селах. Більшовики ретельно підготували і поагітувати місцеве населення, захищати імперську владу ніхто не хотів.

### Новітня історія
З приходом радянської влади життя в селах заграла новими фарбами. Вперше місцеві жителі стали вибиратися в Сімферополь і навіть Москву на сільськогосподарські виставки. Місцеве виноградарство і виноробство стало частиною аграрно-промислового об'єднання «Масандра». Малоріченський винзавод став щорічно виробляти 170 000 декалітрів вина, 600 тонн фруктів.
Перервала стабільну роботу «Малоріченського» винзаводу Друга світова війна.
1945 село Куру-Узень було перейменовано в Сонячногірське.

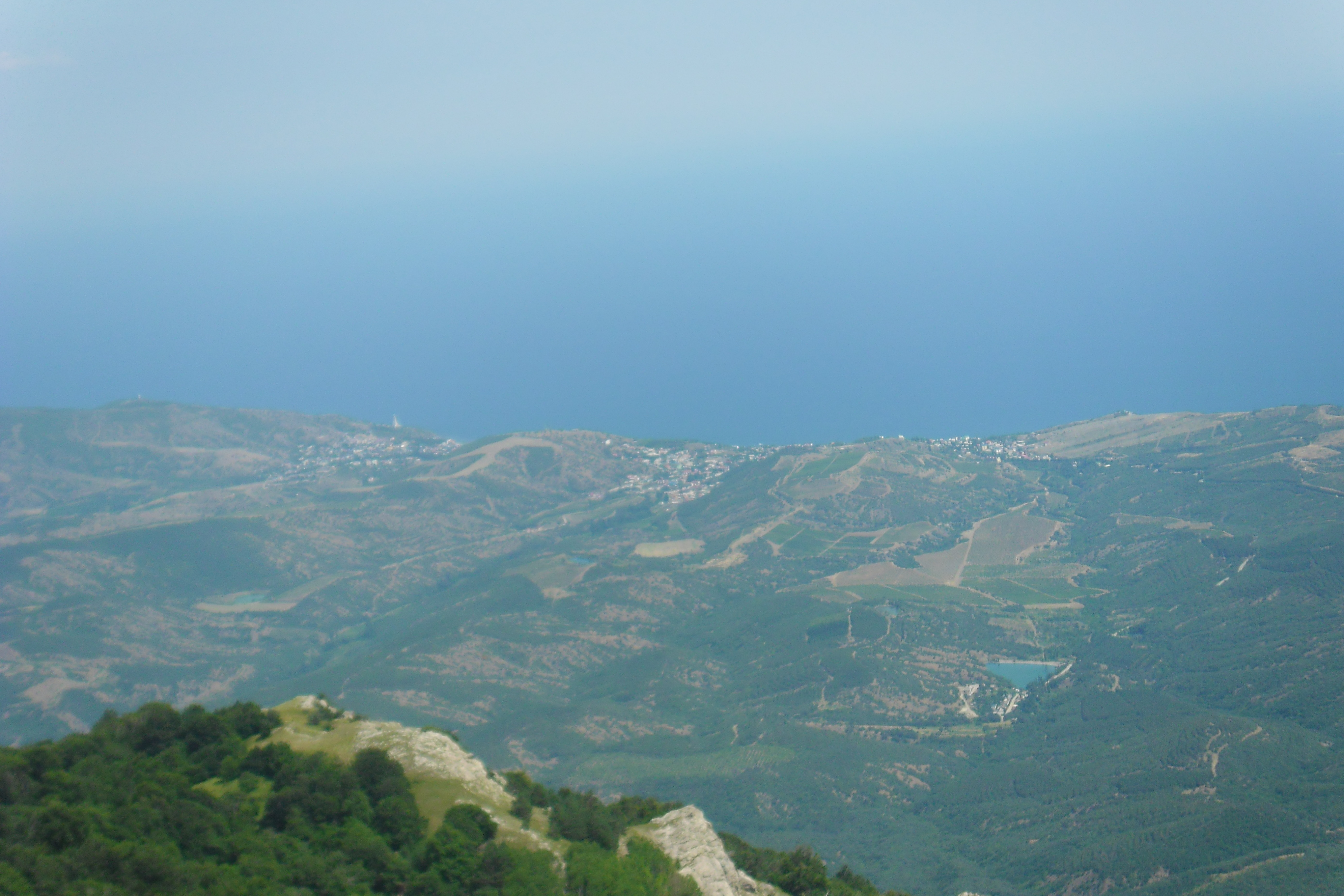
Малоріченське і Сонячногірське з Демерджі-яйли.

Відразу після війни виробничий цикл довго не відновлювався через сталінські репресії. Більше половини всього населення (кримські татари) було вислано, на місце кримських татар насильно приганяли жителів Рязанської і Воронезької областей. Розвал Союзу у 1990-ті роки створив для винзаводу, а, отже, для благополуччя сіл, нову проблему. Відсутність ринку збуту продукції. Тим не менш і Сонячногірське, і Малоріченське вижили.

## Населення
За даними перепису населення 2001 року, у селі мешкало 912 осіб. Мовний склад населення села був таким:
| Мова              | Число ос. | Відсоток |
| ----------------- | --------- | -------- |
| українська        | 60        | 6,58     |
| російська         | 706       | 77,41    |
| кримськотатарська | 140       | 15,35    |
| вірменська        | 3         | 0,33     |
| молдавська        | 1         | 0,11     |

## Сучасність
Сьогодні, крім успішного виноробства і виноградарства, місцеве населення освоює нову сферу заробітку — курортні послуги. Вдале розташування селищ на узбережжі Чорного моря, зумовило інтерес туристів до цієї місцевості.
Сьогодні ці два селища являють собою практично злився курорт на південно-східному березі Криму.

## Культурне життя

Готель у Сонячногірську — постійне місце проведення конференцій.

Професор Навроцький В. В. (в центрі) серед учасників І. Конференції у Сонячногірську (Крим), присвяченій М.Коцюбинському, який бував у містечку. 2011 р.

У Сонячногірську до його окупації Росією у 2014 р. часто проходили різнотематичні всеукраїнські конференції. Так, у 2011—2012 рр. тут відбулася І і ІІ НАУКОВО-ПРАКТИЧНА КОНФЕРЕНЦІЯ «МИХАЙЛО КОЦЮБИНСЬКИЙ І СУЧАСНІСТЬ», зорганізована Всеукраїнським Товариством сприяння відродженню літературних музеїв М.Коцюбинського в Криму. Ініціатори конференції: професор Навроцький Володимир Володимирович та доцент, член Національної спілки письменників України Оліфіренко Вадим Володимирович.

## Інтернет-ресурси
- Сонячногірське на сайті Верховної Ради України[недоступне посилання з липня 2019]
- Сонячногірське на картах
- Малореченский сельсовет[недоступне посилання з липня 2019]
- Карта территории Алуштинского горсовета
- Історія села